# Gladwyn Kingsley Noble
Gladwyn Kingsley Noble (20 settembre 1894 – 9 dicembre 1940) è stato uno zoologo statunitense.
Negli anni successivi alla prima guerra mondiale, iniziò la propria carriera presso l'American museum of natural history, specializzandosi in erpetologia e nelle ricerche sperimentali biologiche.
Morì a soli 56 anni a causa di un'infezione da streptococco.